# Leon Panetta
Leon Edward Panetta (sinh 28 tháng 6 năm 1938) là Bộ trưởng quốc phòng thứ 23 từ ngày 1 tháng 7 năm 2011 đến 27 tháng 2 năm 2013. Trước khi nhậm chức, ông từng là Giám đốc Cơ quan Tình báo Trung ương Hoa Kỳ. Là một chính trị gia, luật sư, và là giáo sư người Mỹ gốc Ý thuộc Đảng Dân chủ, Panetta làm Tổng tham mưu trưởng Nhà Trắng dưới thời Tổng thống Bill Clinton giai đoạn 1994-1997, Giám đốc Văn phòng Quản lý và Ngân sách từ 1993-1994, và là hạ nghị sĩ Hạ viện Hoa Kỳ giai đoạn 1977-1993. Ông là người sáng lập của Viện Panetta chính sách công, là học giả xuất sắc cho hiệu trưởng danh dự Charles B. Reed của hệ thống đại học tiểu bang Californiavà là giáo sư chính sách công tại Đại học Santa Clara.
Trong tháng 1 năm 2009, Tổng thống Obama đề cử Panetta cho chức vụ Giám đốc CIA. Panetta đã được toàn bộ Thượng nghị sĩ Thượng thông qua trong tháng 2 năm 2009. Là giám đốc của CIA, Panetta giám sát các hoạt động quân sự của Mỹ đã dẫn đến cái chết của Osama bin Laden.
Ngày 28 tháng 4 năm 2011, Obama đã công bố đề cử Panetta làm Bộ trưởng Quốc phòng khi Robert Gates nghỉ hưu. Trong tháng 6, Thượng viện xác nhận Panetta nhất trí như Bộ trưởng Quốc phòng. Ông nhậm chức vào ngày 01 tháng 7. David Petraeus nhậm chức Giám đốc của Cơ quan Tình báo Trung ương vào ngày 06 tháng 9 năm 2011.

## Tiểu sử, giáo dục và binh nghiệp
Leon Panetta sinh ở Monterey, California, là con trai của Carmelina Maria và Carmelo Frank Panetta, người ý nhập cư từ Siderno ở Calabria họ sở hữu một nhà hàng ở Monterey. Ông lớn lên ở khu vực Monterey và học trường Công giáo Trung học San Carlos và trường Carmel Mission. Anh tiếp tục học ở Monterey High School, một trường công lập nơi anh trở thành sinh viên chính trị, và là thành viên của JSA. Lúc là sinh viên năm thứ ba, anh là phó chủ tịch của cơ quan sinh viên, và trở thành chủ tịch cơ quan sinh viên lúc học năm cuối.